# Wiarba (przystanek kolejowy)
Wiarba (biał. Вярба, ros. Верба) – przystanek kolejowy w pobliżu miejscowości Wiarba, w rejonie kamienieckim, w obwodzie brzeskim, na Białorusi. Leży na linii Brześć – Białystok.